# Большие Ясновицы
Большие Ясновицы — опустевшая деревня в Нелидовском городском округе Тверской области.

## География
Находится в юго-западной части Тверской области на расстоянии приблизительно 34 км на север-северо-восток по прямой от города Нелидово.

## История
Деревня была отмечена на карте 1941 года как поселение с 32 дворами. До 2018 года входила в состав ныне упразднённого Высокинского сельского поселения.

## Население
Численность населения: 1 человек в 2002 году, 0 в 2010.